# Ponte verso il sole
Ponte verso il sole (Bridge to the Sun) è un film del 1961 diretto da Étienne Périer.